# Samuele Schiavina
Samuele Schiavina (Ferrara, 5 de junio de 1971-Finale Emilia, 26 de octubre de 2016) fue un ciclista italiano que fue profesional de 1994 a 1999. 
Falleció el 26 de octubre de 2016 a los 45 años debido a las graves heridas sufridas en un accidente de moto sucedido un mes antes (22 de septiembre) cuando se dirigía a su casa en Finale Emilia.

## Palmarés
1993 (como amateur)
- Gran Premio Ciudad de Felino
- Trofeo Internacional Bastianelli

1994
- 2 etapas de la Vuelta a Galicia
- 3 etapas de la Vuelta a Burgos

1995
- 1 trofeo de la Challenge Vuelta a Mallorca (Trofeo Manacor)
- 1 etapa de la Vuelta a Asturias

## Resultados en Grandes Vueltas y Campeonato del Mundo
Durante su carrera deportiva ha conseguido los siguientes puestos en las Grandes Vueltas y en los Campeonatos del Mundo en carretera:
| Carrera         | 1994 | 1995 | 1996 | 1997  | 1998 | 1999 |
| --------------- | ---- | ---- | ---- | ----- | ---- | ---- |
| Giro de Italia  | -    | -    | -    | -     | -    | 99.º |
| Tour de Francia | -    | -    | -    | -     | Ab.  | -    |
| Vuelta a España | -    | -    | -    | 102.º | -    | -    |
| Mundial en Ruta | -    | -    | -    | -     | -    | -    |

-: no participa

Ab.: abandono

## Equipos
- Carrera (1994-1996)
- Asics (1997-1998)
- Riso Scotti-Vinavil (1999)